# Campionato mondiale maschile di pallavolo 1982
Il campionato mondiale di pallavolo maschile 1982 si è svolto dal 1º al 15 ottobre 1982 a Buenos Aires, Mendoza, Rosario e San Fernando del Valle de Catamarca, in Argentina: al torneo hanno partecipato ventiquattro squadre nazionali e la vittoria finale è andata per la sesta volta, la seconda consecutiva, all'URSS.

## Squadre e gironi
Gruppo A
 Argentina
 Giappone
 Messico
 Tunisia
Gruppo B
 Bulgaria
 Cile
 Unione Sovietica
 Stati Uniti
Gruppo C
 Australia
 Canada
 Germania Est
 Italia
Gruppo D
 Cuba
 Polonia
 Romania
 Venezuela
Gruppo E
 Cina
 Finlandia
 Francia
 Corea del Sud
Gruppo F
 Brasile
 Cecoslovacchia
 Iraq
 Libia

## Prima Fase
In verde le squadre qualificate per la Seconda Fase (le prime 2 di ciascun gruppo).

### Gruppo A
| Giappone  | 3 - 0 | Messico   |
| Argentina | 3 - 0 | Tunisia   |
| Giappone  | 3 - 0 | Tunisia   |
| Argentina | 3 - 1 | Messico   |
| Messico   | 3 - 2 | Tunisia   |
| Giappone  | 3 - 1 | Argentina |

| Pos | Squadra   | P | Set V | Set P |
| --- | --------- | - | ----- | ----- |
| 1   | Giappone  | 6 | 9     | 1     |
| 2   | Argentina | 4 | 7     | 4     |
| 3   | Messico   | 2 | 4     | 8     |
| 4   | Tunisia   | 0 | 2     | 9     |

### Gruppo B
| Unione Sovietica | 3 - 0 | Cile        |
| Bulgaria         | 3 - 0 | Stati Uniti |
| Bulgaria         | 3 - 0 | Cile        |
| Unione Sovietica | 3 - 0 | Stati Uniti |
| Stati Uniti      | 3 - 0 | Cile        |
| Unione Sovietica | 3 - 0 | Bulgaria    |

| Pos | Squadra          | P | Set V | Set P |
| --- | ---------------- | - | ----- | ----- |
| 1   | Unione Sovietica | 6 | 9     | 0     |
| 2   | Bulgaria         | 4 | 6     | 5     |
| 3   | Stati Uniti      | 2 | 5     | 6     |
| 4   | Cile             | 0 | 0     | 9     |

### Gruppo C
| Italia       | 3 - 0 | Australia    |
| Canada       | 3 - 0 | Germania Est |
| Germania Est | 3 - 0 | Australia    |
| Italia       | 3 - 2 | Canada       |
| Canada       | 3 - 0 | Australia    |
| Germania Est | 3 - 0 | Italia       |

| Pos | Squadra      | P | Set V | Set P |
| --- | ------------ | - | ----- | ----- |
| 1   | Canada       | 4 | 8     | 3     |
| 2   | Germania Est | 4 | 6     | 3     |
| 3   | Italia       | 4 | 6     | 5     |
| 4   | Australia    | 0 | 0     | 9     |

### Gruppo D
| Cuba    | 3 - 0 | Venezuela |
| Polonia | 3 - 0 | Romania   |
| Polonia | 3 - 0 | Venezuela |
| Cuba    | 3 - 0 | Romania   |
| Romania | 3 - 1 | Venezuela |
| Polonia | 3 - 1 | Cuba      |

| Pos | Squadra   | P | Set V | Set P |
| --- | --------- | - | ----- | ----- |
| 1   | Polonia   | 6 | 9     | 1     |
| 2   | Cuba      | 4 | 7     | 3     |
| 3   | Romania   | 2 | 3     | 7     |
| 4   | Venezuela | 0 | 1     | 9     |

### Gruppo E
| Cina          | 3 - 0 | Francia       |
| Corea del Sud | 3 - 1 | Finlandia     |
| Corea del Sud | 3 - 0 | Francia       |
| Cina          | 3 - 0 | Finlandia     |
| Francia       | 3 - 2 | Finlandia     |
| Cina          | 3 - 0 | Corea del Sud |

| Pos | Squadra       | P | Set V | Set P |
| --- | ------------- | - | ----- | ----- |
| 1   | Cina          | 6 | 9     | 0     |
| 2   | Corea del Sud | 4 | 6     | 4     |
| 3   | Francia       | 2 | 3     | 8     |
| 4   | Finlandia     | 0 | 3     | 9     |

### Gruppo F
| Cecoslovacchia | 3 - 0 | Iraq    |
| Brasile        | 3 - 0 | Libia   |
| Cecoslovacchia | 3 - 0 | Libia   |
| Brasile        | 3 - 0 | Iraq    |
| Iraq           | 3 - 2 | Libia   |
| Cecoslovacchia | 3 - 1 | Brasile |

| Pos | Squadra        | P | Set V | Set P |
| --- | -------------- | - | ----- | ----- |
| 1   | Cecoslovacchia | 6 | 9     | 1     |
| 2   | Brasile        | 4 | 7     | 3     |
| 3   | Iraq           | 2 | 3     | 8     |
| 4   | Libia          | 0 | 2     | 9     |

## Seconda Fase
Le 12 squadre qualificatesi alla Seconda Fase vengono inserite in due gruppi da 6 squadre ciascuno. Le prime 2 di ciascun gruppo partecipano alle semifinali, le terze e quarte partecipano alle finali per conquistare il 5º posto e le ultime due partecipano alle finali per il 9º posto.

### Gruppo W
| Canada        | 3 - 1 | Giappone      |
| Cina          | 3 - 0 | Germania Est  |
| Argentina     | 3 - 2 | Corea del Sud |
| Corea del Sud | 3 - 0 | Germania Est  |
| Argentina     | 3 - 2 | Canada        |
| Giappone      | 3 - 2 | Cina          |
| Cina          | 3 - 0 | Canada        |
| Giappone      | 3 - 0 | Corea del Sud |
| Argentina     | 3 - 2 | Germania Est  |
| Corea del Sud | 3 - 0 | Canada        |
| Giappone      | 3 - 0 | Germania Est  |
| Argentina     | 3 - 0 | Cina          |

| Pos | Squadra       | P | Set V | Set P |
| --- | ------------- | - | ----- | ----- |
| 1   | Giappone      | 8 | 13    | 6     |
| 2   | Argentina     | 8 | 13    | 9     |
| 3   | Cina          | 6 | 11    | 6     |
| 4   | Corea del Sud | 4 | 8     | 9     |
| 5   | Canada        | 4 | 8     | 10    |
| 6   | Germania Est  | 0 | 2     | 15    |

### Gruppo X
| Bulgaria         | 3 - 2 | Cecoslovacchia |
| Brasile          | 3 - 0 | Polonia        |
| Unione Sovietica | 3 - 0 | Cuba           |
| Bulgaria         | 3 - 0 | Polonia        |
| Brasile          | 3 - 0 | Cuba           |
| Unione Sovietica | 3 - 1 | Cecoslovacchia |
| Cuba             | 3 - 2 | Cecoslovacchia |
| Brasile          | 3 - 1 | Bulgaria       |
| Unione Sovietica | 3 - 1 | Polonia        |
| Cuba             | 3 - 2 | Bulgaria       |
| Unione Sovietica | 3 - 0 | Brasile        |
| Polonia          | 3 - 0 | Cecoslovacchia |

| Pos | Squadra          | P  | Set V | Set P |
| --- | ---------------- | -- | ----- | ----- |
| 1   | Unione Sovietica | 10 | 15    | 2     |
| 2   | Brasile          | 6  | 10    | 7     |
| 3   | Bulgaria         | 4  | 9     | 11    |
| 4   | Polonia          | 4  | 7     | 10    |
| 5   | Cuba             | 4  | 7     | 13    |
| 6   | Cecoslovacchia   | 2  | 8     | 13    |

## 13º-24º posto
Le 12 squadre non qualificate alla Seconda Fase vengono inserite in due gruppi da 6 squadre ciascuno. Le prime 2 di ciascun gruppo partecipano alle finali per il 13º posto, le terze e quarte partecipano alle finali per conquistare il 17º posto e le ultime due partecipano alle finali per il 21º posto.

### Gruppo Y
| Italia    | 3 - 0 | Finlandia |
| Messico   | 3 - 0 | Australia |
| Francia   | 3 - 0 | Tunisia   |
| Finlandia | 3 - 0 | Australia |
| Francia   | 3 - 2 | Messico   |
| Italia    | 3 - 0 | Tunisia   |
| Messico   | 3 - 2 | Finlandia |
| Tunisia   | 3 - 0 | Australia |
| Italia    | 3 - 1 | Francia   |
| Finlandia | 3 - 0 | Tunisia   |
| Italia    | 3 - 0 | Messico   |
| Francia   | 3 - 0 | Australia |

| Pos | Squadra   | P  | Set V | Set P |
| --- | --------- | -- | ----- | ----- |
| 1   | Italia    | 10 | 15    | 2     |
| 2   | Francia   | 6  | 10    | 7     |
| 3   | Messico   | 4  | 9     | 11    |
| 4   | Finlandia | 4  | 7     | 10    |
| 5   | Tunisia   | 4  | 7     | 13    |
| 6   | Australia | 2  | 8     | 13    |

### Gruppo Z
| Venezuela   | 3 - 1 | Iraq      |
| Romania     | 3 - 0 | Cile      |
| Stati Uniti | 3 - 0 | Libia     |
| Cile        | 3 - 0 | Libia     |
| Romania     | 3 - 0 | Iraq      |
| Stati Uniti | 3 - 0 | Venezuela |
| Venezuela   | 3 - 2 | Cile      |
| Romania     | 3 - 0 | Libia     |
| Stati Uniti | 3 - 0 | Iraq      |
| Venezuela   | 3 - 0 | Libia     |
| Iraq        | 3 - 0 | Cile      |
| Stati Uniti | 3 - 1 | Romania   |

| Pos | Squadra     | P  | Set V | Set P |
| --- | ----------- | -- | ----- | ----- |
| 1   | Stati Uniti | 10 | 15    | 1     |
| 2   | Romania     | 8  | 13    | 4     |
| 3   | Venezuela   | 6  | 10    | 9     |
| 4   | Iraq        | 4  | 7     | 11    |
| 5   | Cile        | 2  | 5     | 12    |
| 6   | Libia       | 0  | 2     | 15    |

## Semifinali e finali

### Dal 21º al 24º posto
|  | Semifinali | Semifinali | Semifinali |           |         | Finale 21º posto | Finale 21º posto | Finale 21º posto |  |
|  |            |            |            |           |         |                  |                  |                  |  |
|  | Tunisia    | Tunisia    | 3          |           |         |                  |                  |                  |  |
|  | Tunisia    | Tunisia    | 3          |           |         |                  |                  |                  |  |
|  | Libia      | Libia      | 1          |           |         |                  |                  |                  |  |
|  | Libia      | Libia      | 1          |           | Tunisia | Tunisia          | 3                |                  |  |
|  |            |            |            |           | Tunisia | Tunisia          | 3                |                  |  |
|  |            |            | Australia  | Australia | 1       |                  |                  |                  |  |
|  | Australia  | Australia  | Australia  | Australia | 1       | 3                |                  |                  |  |
|  | Australia  | Australia  |            |           |         | 3                |                  |                  |  |
|  | Cile       | Cile       | 1          |           |         | 23º posto        | 23º posto        | 23º posto        |  |
|  | Cile       | Cile       | 1          |           |         |                  |                  |                  |  |
|  |            |            |            |           |         |                  |                  |                  |  |
|  |            |            |            |           |         | Cile             | Cile             | 3                |  |
|  |            |            |            |           |         | Cile             | Cile             | 3                |  |
|  |            |            |            |           |         | Libia            | Libia            | 1                |  |

### Dal 17º al 20º posto
|  | Semifinali | Semifinali | Semifinali |           |         | Finale 17º posto | Finale 17º posto | Finale 17º posto |  |
|  |            |            |            |           |         |                  |                  |                  |  |
|  | Messico    | Messico    | 3          |           |         |                  |                  |                  |  |
|  | Messico    | Messico    | 3          |           |         |                  |                  |                  |  |
|  | Iraq       | Iraq       | 0          |           |         |                  |                  |                  |  |
|  | Iraq       | Iraq       | 0          |           | Messico | Messico          | 0                |                  |  |
|  |            |            |            |           | Messico | Messico          | 0                |                  |  |
|  |            |            | Finlandia  | Finlandia | 3       |                  |                  |                  |  |
|  | Finlandia  | Finlandia  | Finlandia  | Finlandia | 3       | 3                |                  |                  |  |
|  | Finlandia  | Finlandia  |            |           |         | 3                |                  |                  |  |
|  | Venezuela  | Venezuela  | 1          |           |         | 19º posto        | 19º posto        | 19º posto        |  |
|  | Venezuela  | Venezuela  | 1          |           |         |                  |                  |                  |  |
|  |            |            |            |           |         |                  |                  |                  |  |
|  |            |            |            |           |         | Venezuela        | Venezuela        | 3                |  |
|  |            |            |            |           |         | Venezuela        | Venezuela        | 3                |  |
|  |            |            |            |           |         | Iraq             | Iraq             | 2                |  |

### Dal 13º al 16º posto
|  | Semifinali  | Semifinali  | Semifinali  |             |        | Finale 13º posto | Finale 13º posto | Finale 13º posto |  |
|  |             |             |             |             |        |                  |                  |                  |  |
|  | Italia      | Italia      | 3           |             |        |                  |                  |                  |  |
|  | Italia      | Italia      | 3           |             |        |                  |                  |                  |  |
|  | Romania     | Romania     | 2           |             |        |                  |                  |                  |  |
|  | Romania     | Romania     | 2           |             | Italia | Italia           | 0                |                  |  |
|  |             |             |             |             | Italia | Italia           | 0                |                  |  |
|  |             |             | Stati Uniti | Stati Uniti | 3      |                  |                  |                  |  |
|  | Stati Uniti | Stati Uniti | Stati Uniti | Stati Uniti | 3      | 3                |                  |                  |  |
|  | Stati Uniti | Stati Uniti |             |             |        | 3                |                  |                  |  |
|  | Francia     | Francia     | 0           |             |        | 15º posto        | 15º posto        | 15º posto        |  |
|  | Francia     | Francia     | 0           |             |        |                  |                  |                  |  |
|  |             |             |             |             |        |                  |                  |                  |  |
|  |             |             |             |             |        | Romania          | Romania          | 3                |  |
|  |             |             |             |             |        | Romania          | Romania          | 3                |  |
|  |             |             |             |             |        | Francia          | Francia          | 2                |  |

### Dal 9º al 12º posto
|  | Semifinali     | Semifinali     | Semifinali |      |                | Finale 9º posto | Finale 9º posto | Finale 9º posto |  |
|  |                |                |            |      |                |                 |                 |                 |  |
|  | Cecoslovacchia | Cecoslovacchia | 3          |      |                |                 |                 |                 |  |
|  | Cecoslovacchia | Cecoslovacchia | 3          |      |                |                 |                 |                 |  |
|  | Canada         | Canada         | 0          |      |                |                 |                 |                 |  |
|  | Canada         | Canada         | 0          |      | Cecoslovacchia | Cecoslovacchia  | 3               |                 |  |
|  |                |                |            |      | Cecoslovacchia | Cecoslovacchia  | 3               |                 |  |
|  |                |                | Cuba       | Cuba | 0              |                 |                 |                 |  |
|  | Cuba           | Cuba           | Cuba       | Cuba | 0              | 3               |                 |                 |  |
|  | Cuba           | Cuba           |            |      |                | 3               |                 |                 |  |
|  | Germania Est   | Germania Est   | 0          |      |                | 11º posto       | 11º posto       | 11º posto       |  |
|  | Germania Est   | Germania Est   | 0          |      |                |                 |                 |                 |  |
|  |                |                |            |      |                |                 |                 |                 |  |
|  |                |                |            |      |                | Canada          | Canada          | 3               |  |
|  |                |                |            |      |                | Canada          | Canada          | 3               |  |
|  |                |                |            |      |                | Germania Est    | Germania Est    | 2               |  |

### Dal 5º all'8º posto
|  | Semifinali    | Semifinali    | Semifinali |          |         | Finale 5º posto | Finale 5º posto | Finale 5º posto |  |
|  |               |               |            |          |         |                 |                 |                 |  |
|  | Polonia       | Polonia       | 3          |          |         |                 |                 |                 |  |
|  | Polonia       | Polonia       | 3          |          |         |                 |                 |                 |  |
|  | Cina          | Cina          | 1          |          |         |                 |                 |                 |  |
|  | Cina          | Cina          | 1          |          | Polonia | Polonia         | 1               |                 |  |
|  |               |               |            |          | Polonia | Polonia         | 1               |                 |  |
|  |               |               | Bulgaria   | Bulgaria | 3       |                 |                 |                 |  |
|  | Bulgaria      | Bulgaria      | Bulgaria   | Bulgaria | 3       | 3               |                 |                 |  |
|  | Bulgaria      | Bulgaria      |            |          |         | 3               |                 |                 |  |
|  | Corea del Sud | Corea del Sud | 0          |          |         | 7º posto        | 7º posto        | 7º posto        |  |
|  | Corea del Sud | Corea del Sud | 0          |          |         |                 |                 |                 |  |
|  |               |               |            |          |         |                 |                 |                 |  |
|  |               |               |            |          |         | Cina            | Cina            | 3               |  |
|  |               |               |            |          |         | Cina            | Cina            | 3               |  |
|  |               |               |            |          |         | Corea del Sud   | Corea del Sud   | 0               |  |

### Assegnazione del titolo
|  | Semifinali       | Semifinali       | Semifinali       |                  |         | Finalissima | Finalissima | Finalissima |  |
|  |                  |                  |                  |                  |         |             |             |             |  |
|  | Brasile          | Brasile          | 3                |                  |         |             |             |             |  |
|  | Brasile          | Brasile          | 3                |                  |         |             |             |             |  |
|  | Giappone         | Giappone         | 0                |                  |         |             |             |             |  |
|  | Giappone         | Giappone         | 0                |                  | Brasile | Brasile     | 0           |             |  |
|  |                  |                  |                  |                  | Brasile | Brasile     | 0           |             |  |
|  |                  |                  | Unione Sovietica | Unione Sovietica | 3       |             |             |             |  |
|  | Unione Sovietica | Unione Sovietica | Unione Sovietica | Unione Sovietica | 3       | 3           |             |             |  |
|  | Unione Sovietica | Unione Sovietica |                  |                  |         | 3           |             |             |  |
|  | Argentina        | Argentina        | 0                |                  |         | 3º posto    | 3º posto    | 3º posto    |  |
|  | Argentina        | Argentina        | 0                |                  |         |             |             |             |  |
|  |                  |                  |                  |                  |         |             |             |             |  |
|  |                  |                  |                  |                  |         | Argentina   | Argentina   | 3           |  |
|  |                  |                  |                  |                  |         | Argentina   | Argentina   | 3           |  |
|  |                  |                  |                  |                  |         | Giappone    | Giappone    | 0           |  |

## Classifica finale
| Posiz | Nazione        |
| ----- | -------------- |
|       | URSS           |
|       | Brasile        |
|       | Argentina      |
| 4     | Giappone       |
| 5     | Bulgaria       |
| 6     | Polonia        |
| 7     | Cina           |
| 8     | Corea del Sud  |
| 9     | Cecoslovacchia |
| 10    | Cuba           |
| 11    | Canada         |
| 12    | Germania Est   |
| 13    | Stati Uniti    |
| 14    | Italia         |
| 15    | Romania        |
| 16    | Francia        |
| 17    | Finlandia      |
| 18    | Messico        |
| 19    | Venezuela      |
| 20    | Iraq           |
| 21    | Tunisia        |
| 22    | Australia      |
| 23    | Cile           |
| 24    | Libia          |

| Campione Mondiale 1982     |
| -------------------------- |
| Unione Sovietica 6º titolo |